# Aleda Lutz
Aleda Ester Lutz (Freeland, 9 novembre 1915 – Saint-Chamond, 1º novembre 1944) è stata un'infermiera statunitense.

## Biografia
Aleda Lutz nacque a Freeland, nello stato americano del Michigan, decima figlia di Friedrich Georg Lutz e di Margaretha Sybilla Hiltz, originari di Norimberga. Le sue origini tedesche le consentirono di imparare sia l'inglese sia il tedesco.

### Carriera militare
Dopo aver compiuto gli studi per diventare infermiera, viene assunta presso il Saginaw General Hospital, ma con lo scoppio della seconda guerra mondiale, e l'entrata in guerra degli Stati Uniti dopo Pearl Harbor, inizia a cercare un modo per contribuire, arruolandosi, il 10 febbraio 1942, nello United States Army Nurse Corps. Non era la prima tra i suoi famigliari: il fratello Adam aveva combattuto nella prima guerra mondiale, mentre un altro fratello, Conrad, aveva preso parte ad una divisione medica dell'esercito statunitense nella seconda guerra mondiale.
I primi mesi di servizio li ha prestati presso la base aerea di Selfridge, Mount Clemens, nel Michigan. Diverse lettere descrivono il suo lavoro presso la base, ad esempio in una di esse dice di essere stata l'unica infermiera in servizio, avendo quindi in cura venticinque pazienti. Infatti diverse infermiere venivano mandate oltreoceano.
La Lutz e le altre infermiere di Selfridge vennero sottoposte ad un addestramento particolare per prestare servizio sugli aeromobili. Dopo averlo superato con altre due colleghe, il 17 dicembre 1943 venne assegnata all'802º Medical Air Evacuation Transportation Squadron del 12º Reggimento delle United States Army Air Forces. L'802º fu la prima unità del suo genere e viaggiava a bordo di un Douglas C-47, occupandosi di raggiungere il fronte per trasportare e curare feriti, ma anche per rifornire gli squadroni di scorte mediche.

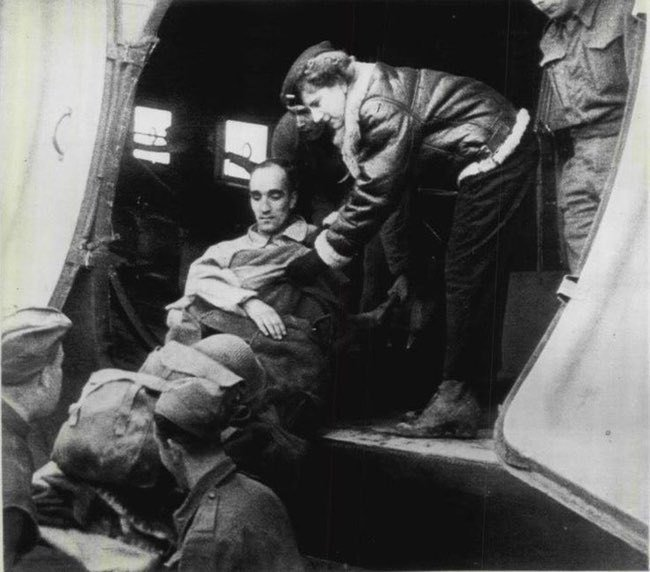
Aleda Lutz durante un'operazione

Vennero inviati in Nordafrica e gestirono l'evacuazione dei feriti prima in Tunisia, poi in Italia e Francia, nell'ambito delle operazioni Husky e Neptune, soccorrendo sia i soldati delle forze alleate sia dell'Asse. Si stima che la sua unità abbia recuperato e salvato circa tremila e cinquecento soldati: la Lutz in particolare venne definita da una sua collega come "la miglior infermiera che io abbia mai incontrato, prima e dopo la guerra".

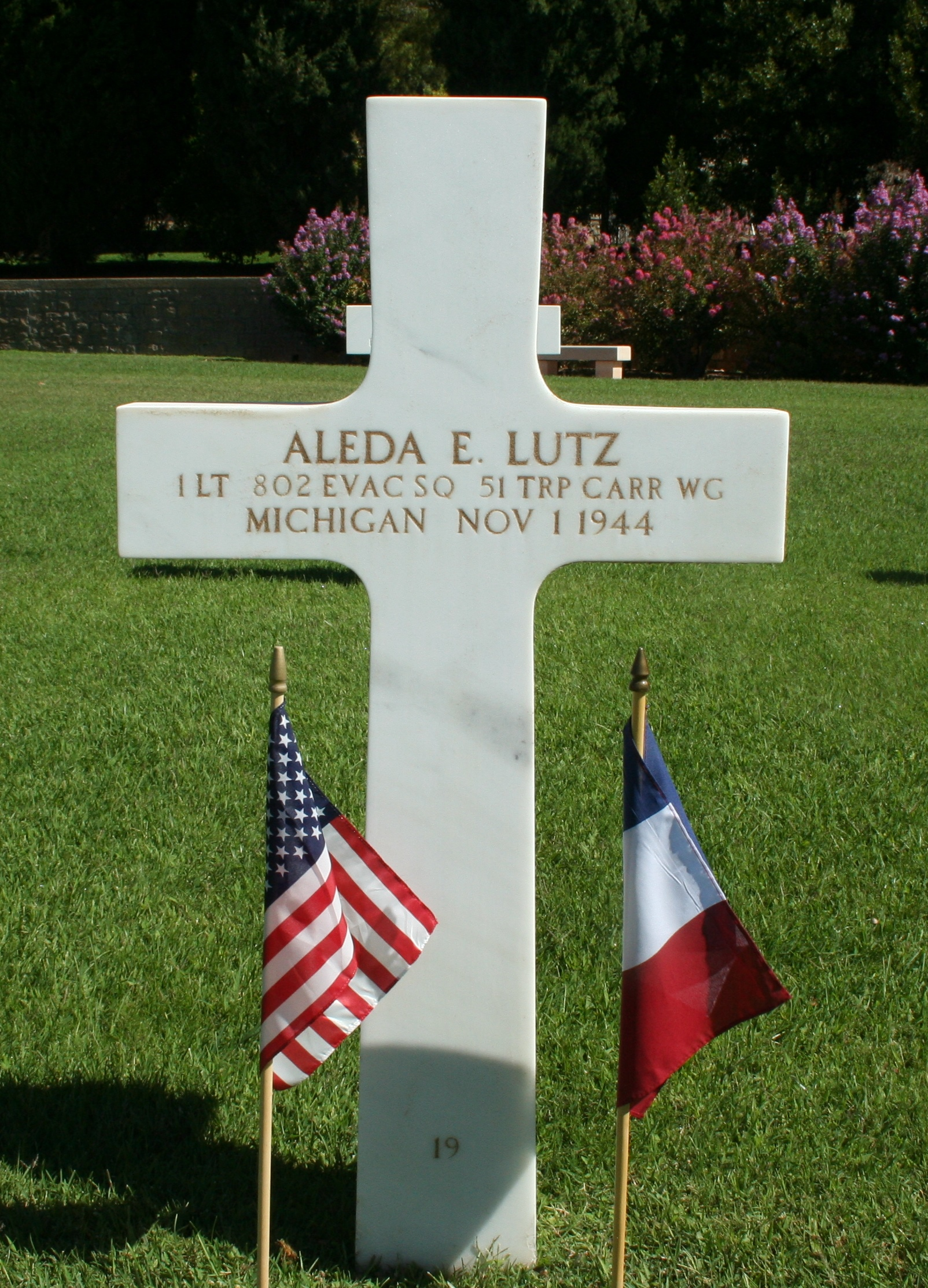
La lapide di Aleda Lutz nel cimitero americano di Draguignan

Il 1º novembre 1944, il C-47 dell'unità venne abbattuto presso il comune francese di Saint-Chamond, nella Loira, schiantandosi contro il monte Pilat. Sull'aereo erano presenti oltre a lei e al pilota, quindici soldati feriti (sei tedeschi e nove statunitensi). Non ci furono superstiti. L'aereo era partito da Lione diretto in Italia, allora sotto il controllo degli Alleati.
"Lutzy" fu la prima donna statunitense a morire in combattimento nell'ambito della seconda guerra mondiale ed era una delle più esperte infermiere aeree con ben centonovantasei evacuazioni riuscite e più di 3 500 pazienti salvati.
Venne sepolta con pieni onori militari presso il cimitero americano del Rhone di Draguignan, in Francia. Al suo funerale parteciparono anche il generale d'armata Mark Clark e il tenente generale Thomas Bernard Larkin.

## Onorificenze
Il tenente Lutz è ancora una delle donne più decorate nella storia delle United States Army, seconda solo a Mary Edwards Walker, l'unica donna ad aver ricevuto la Medal of Honor.

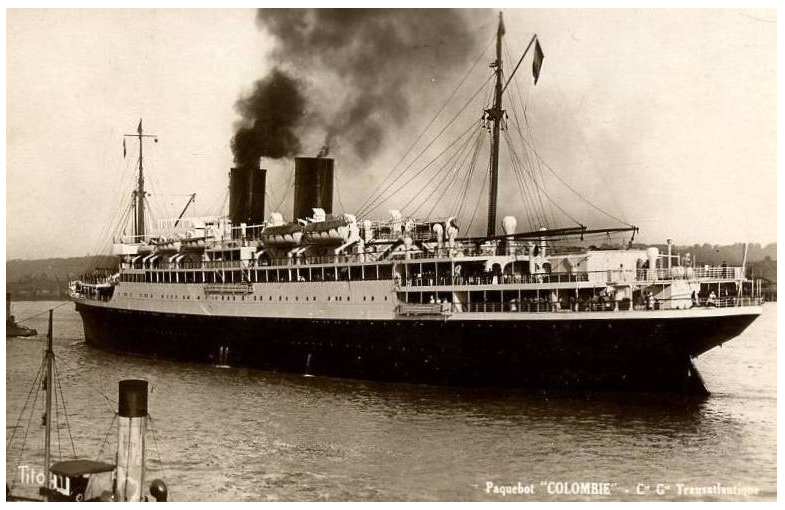
La USHAS Aleda E. Lutz

Il 3 aprile 1945, su proposta del generale George Marshall, le fu dedicata una nave ospedale da 800 letti, la USAHS Aleda E. Lutz.
La scuola d'infermeria del Saginaw General Hospital ha insignito le infermiere meritevoli, dal 1945 al 1969, dell'Aleda E. Lutz Nursing Award.